# Ralf Brown’s Interrupt List
Ralf Brown’s Interrupt List (RBIL, англ. Список прерываний Ральфа Брауна)  — справочное руководство, обширный список аппаратных и программных интерфейсов (прежде всего, сервисов, доступных через прерывания и сопутствующих структур данных) на архитектуре x86. 
«Список» вёлся Ральфом Брауном (в наст. время старший исследователь-системотехник в Университете Карнеги-Меллон) и собран из различных источников с 1989 по 2000 годы.
«Список» широко использовался в качестве справочного пособия программистами на IBM-совместимых компьютерах во времена MS-DOS и не теряет актуальности для системных программистов.
Последняя редакция 61 от 16 июля 2000 года состоит из 5 Мб текста, что соответствует 2-3 тыс. печатных страниц.